# Kriva Bara
Kriva Bara su naseljeno mjesto u sastavu Grada Bijeljine, Republika Srpska, BiH.

## Stanovništvo
| Kriva Bara         |              |
| godina popisa      | 1991.        |
| Srbi               | 252 (98,82%) |
| Muslimani          | 0            |
| Hrvati             | 0            |
| Jugoslaveni        | 1 (0,78%)    |
| ostali i nepoznato | 1 (0,9%)     |
| ukupno             | 255          |